# Hyperechia fera
Hyperechia fera là một loài ruồi trong họ Asilidae. Hyperechia fera được Wulp miêu tả năm 1872. Loài này phân bố ở miền Ấn Độ - Mã Lai.